# Condylocarpon amazonicum
Condylocarpon amazonicum là một loài thực vật có hoa trong họ La bố ma. Loài này được (Markgr.) Ducke mô tả khoa học đầu tiên năm 1943.